# Giorgia Milesi
Giorgia Milesi (26 gennaio 1999) è una calciatrice italiana, di ruolo difensore.
Condivide l'attività sportiva con la sorella gemella Michela, anch'ella calciatrice e compagna di squadra nell'Orobica.

## Carriera
Cresciuta nelle giovanili della Brescia, dove gioca fino alla formazione che disputa il Campionato Primavera, Giorgia Milesi viene aggregata alla prima squadra durante la stagione 2015-2016 non marcando tuttavia alcuna presenza.
Durante il calciomercato estivo 2016 si trasferisce all'Orobica, vestendo la maglia della società bergamasca per la stagione entrante. Alla sua prima stagione condivide con le compagne il 5º posto nel girone C del campionato di Serie B 2016-2017 e in quella successiva centra la promozione in Serie A.

## Palmarès
- Campionato italiano di Serie B: 2

Orobica Bergamo: 2017-2018